# A Gyirmót FC 2016–2017-es szezonja
Ez a szócikk a Gyirmót 2016–2017-es szezonjáról szól. A szezon 2016. július 17-én kezdődött, és 2017 májusában ér majd véget. Ez a csapat fennállásának első élvonalbeli szezonja, mivel az előző szezon végén kizárták az élvonalból a Győri ETO FC-t, és megnyerte az NBII
2015–2016-os szezonját. Ezek után lehetőségük nyílt az élvonalba való indulásra.

## OTP Bank Liga

### Első kör
| 1. forduló 2016. július 16. szombat 18:00 |

| Mezőkövesd-Zsóry                        | 2 – 2               | Gyirmót FC Győr                         |
| --------------------------------------- | ------------------- | --------------------------------------- |
| Střeštík 23' Střeštík 88' Devecseri 64' | (1 – 0) Jegyzőkönyv | Lengyel 66' Vass 86' Szegi 44' Nagy 83' |

| Városi stadion, Mezőkövesd Nézőszám: 2548 Játékvezető: Vad II István (magyar) |

| 2. forduló 2016. július 24. 18:00 |

| Gyirmót FC Győr        | 0 – 0               | MTK Budapest FC |
| ---------------------- | ------------------- | --------------- |
| Lengyel 16' Völgyi 83' | (0 – 0) Jegyzőkönyv | Baki 59'        |

| Alcufer stadion, Győr Nézőszám: 2 200 Játékvezető: Erdős József (magyar) |

| 3. forduló 2016. július 31., vasárnap 18:00 |

| Debreceni VSC–Teva                                                           | 4 – 0               | Gyirmót FC Győr                        |
| ---------------------------------------------------------------------------- | ------------------- | -------------------------------------- |
| Horváth (1–0) 15' Korhut (2–0) 20' Tisza (3–0) 57' Takács (4–0) 69' Kuti 52' | (2 – 0) Jegyzőkönyv | 13' Paku 23' Filkor 25' Simon 88' Nagy |

| Nagyerdei stadion, Debrecen Nézőszám: 2 463 Játékvezető: Iványi Zoltán (magyar) Asszisztensek: Szpisják Zsolt és Albert István |

Debreceni VSC: Danilovics – Kuti, Brkovics, Mészáros N. , Korhut (Ferenczi  56') – Dzselmics, Jovanovics, Horváth, Szekulics – Takács (Kulcsár  74'), Tisza (Bereczki  83') · Fel nem használt cserék: Verpecz (kapus), Szatmári, Ludánszki, Castillion · Megbízott vezetőedző: Herczeg András
A DVSC-Teva Herczeg András vezetésével készült az újonc elleni összecsapásra, a szakember Kuti Krisztián valamint Ognjen Dzselmics személyében két olyan labdarúgót is a kezdőcsapatba jelölt, akik az idény elején még nem voltak alapemberek az együttesben. A debreceniek a 15. percben szereztek vezetést, éppen Dzselmics és Kuti kényszerítője után alakult ki a helyzet, Horváth Zsolt másodszorra talált a kapuba (1–0). A 20. percben egy bal oldali szöglet után röviden fejelték ki a labdát a vendégek, Korhut Mihály pedig 15 méterről a jobb felső sarokba lőtt (2–0). A gyirmótiak a folytatásban csak távoli lövésekig jutottak, de ezekben a próbálkozásokban nem volt igazi veszély. Az 57. percben Tisza Tibor két csellel tisztára játszotta magát, majd a léc alá bombázott (3–0). A meccs eldőlt, de a Debrecen még szerzett egy gólt, a 69. percben Takács Tamás 30 méterről bombázott a hálóba (4–0), ezzel a találattal alakult ki a végeredmény.
Mindenképpen azzal kell kezdenem, hogy ebben a sikerben Kondás Elemér és stábja is benne van. A mai mérkőzésre való felkészülésben sokat segítettek a portugál edzők és az akadémián dolgozó kollégáim is, köszönöm nekik. A legfontosabb feladatunk volt, hogy oldjuk a feszültséget, ami a játékosokban benne volt. Sokat beszélgettünk a fiúkkal egyénileg és csapatszinten is. Azt kértem tőlük, hogy bátran futballozzanak, felszabadultan játsszanak, élvezzék a focit. A mérkőzésen dominálni akartunk, sikerült is, rúgtunk két gólt, de utána kissé holtpontra kerültünk. A félidőben rendeztük a sorokat, a második játékrészben végig mezőnyfölényben futballoztunk. Jól játszott a csapat, kiváló egyéni teljesítmények voltak. Szeretném megköszönni a fiúknak ezt az estét, megtiszteltetés volt itt lenni, és vezetni a gárdát. Erre az egy meccsre kaptuk a felkérést, de amíg nincs meg az állandó vezetőedző, addig segítünk a felkészülésben.
Nem túl jó előjelekkel érkeztünk, mert három kezdőjátékos is kiesett a csapatunkból, ezt még tetőzte, hogy Lengyelt az elején le kellett cserélni. Ezzel együtt az első húsz percben osztálykülönbség volt a két csapat között. Két lepattanó labdából szerzett gólt a Debrecen. Utána rendeztük a sorokat, ez eltartott a hazaiak harmadik góljáig, mert ezzel eldőlt a mérkőzés. Szoknunk kell még az NB I-es ritmust, más a tempó, mint a másodosztályban volt.
| Csapat   | Labdabirtoklás | Lövés | Kaput talált lövés | Gól | Szöglet | Szabálytalanság | Les | Sárga lap | Piros lap | Pontos passz | Megnyert párharc |
| -------- | -------------- | ----- | ------------------ | --- | ------- | --------------- | --- | --------- | --------- | ------------ | ---------------- |
| Debrecen | 29:56 (53,67%) | 17    | 7                  | 4   | 4       | 16              | 5   | 1         | 0         | 451 (87,07%) | 76 (56,72%)      |
| Gyirmót  | 25:53 (46,37%) | 16    | 6                  | 0   | 2       | 11              | 2   | 4         | 0         | 382 (84,33%) | 58 (43,28%)      |

- Herczeg András a 2010 őszi távozását követően győzelemmel tért vissza az élvonalba. Mindössze három játékost, Brkovicsot, Szekulicsot és Horváthot hagyta meg a kezdőben Kondás Elemér utolsó tizenegyéből.
- A DVSC-Teva először nyert bajnoki meccset az idényben.
- Takács Tamás a debreceniek egyetlen játékosa, aki a mostani idényben két bajnoki találkozón is szerzett már gólt.
- Horváth Zsolt márciusban, a 23. fordulóban a Puskás Akadémia ellen, Korhut Mihály tavaly decemberben, a 18. fordulóban a Videoton FC ellen, Tisza Tibor áprilisban, az Újpest ellen, a 30. fordulóban szerzett legutóbb bajnoki gólt.
- A DVSC-Teva február 13-án, a Vasas ellen szerzett a mostanit megelőzően legutóbb egy meccsen négy bajnoki gólt (4–0).
- A Gyirmót két döntetlen után története első élvonalbeli vereségét szenvedte el.
- A mostanit megelőző legutóbbi Herczeg-Urbányi bajnoki párharc is előbbi négygólos sikerét hozta. 2010. augusztus 14-én a Loki 6-2-re nyert az Oláh Gábor utcai pályán a Kecskeméti TE, Urbányi István akkori csapata ellen.[3]

| 4. forduló 2016. augusztus 7. 18:00 |

| Gyirmót FC Győr | 0 – 4               | Videoton FC                                               |
| --------------- | ------------------- | --------------------------------------------------------- |
| Völgyi 62'      | (0 – 0) Jegyzőkönyv | Juhász 47' Lazović 59' Pátkai 75' Feczesin 89' Suljić 32' |

| Alcufer stadion, Gyirmót Nézőszám: 2 000 Játékvezető: Karakó Ferenc (magyar) |

| 5. forduló 2016. augusztus 13., szombat 18.00 |

| Újpest FC                                                                             | 3 – 1               | Gyirmót FC Győr           |
| ------------------------------------------------------------------------------------- | ------------------- | ------------------------- |
| Bardhi (1–1) 66' • (3–1) 71' Balázs (2–1) 68' Kálnoki Kis 57' Andrics 64' Nagy T. 75' | (0 – 1) Jegyzőkönyv | 3' (0–1) Máté 67' Nagy O. |

| Illovszky Rudolf Stadion, Budapest Nézőszám: 3 000 Játékvezető: Erdős József (magyar) Asszisztensek: Kelemen Attila és Márkus Tamás |

Újpest FC: Balajcza  – Nagy T., Pávkovics, Kálnoki Kis, Mohl – Cseke (Windecker  73'), Szankovics – Andrics (Tóth P.  80'), Bardhi, Diarra – Lázok (Balázs  a szünetben) · Fel nem használt cserék: Banai (kapus), Nagy G., Gere 
Jól kezdte a mérkőzést az újonc vendégcsapat, ugyanis Máté János találatával már a harmadik percben vezetéshez jutott. A gól után átvette az irányítást a fővárosi együttes, de helyzeteket nem tudott kidolgozni, mert a Gyirmót védői rendre kifejelték a beadásokat, vagy pedig az asszisztens lest jelzett. Az első félidő végén mindkét oldalon adódtak lehetőségek, több gól azonban nem született. A szünet után gyökeresen megváltozott a játék képe, egyértelműen az Újpest irányított, és hét perc alatt elért három találatával végül magabiztosan szerezte meg a három bajnoki pontot. A Gyirmót továbbra is nyeretlen az élvonalban.
A játékosok azt hitték, a Gyirmót „feltartott kézzel” áll ki, és könnyen megszerezzük a három pontot. Ehhez képest nagyon szervezett, veszélyesen futballozó ellenféllel találtuk magunkat szembe, szerencsénk volt, hogy az első félidőben nem kaptunk egynél több gólt. Később jobb volt a hozzáállás, sokkal agresszívebben játszottunk, és az egyéni megoldások helyett végre a csapatmunka került túlsúlyba. Az a fajta hozzáállás, ami az első félidőben jellemzett minket, soha egyetlen csapat ellen sem elfogadható, de ez legalább tanulság volt számunkra a folytatásra. A győzelemnek természetesen örülök. Lázok János erőnlétileg nem volt a topon, fáradtnak tűnt, és bár voltak lehetőségei, nem azt a Lázokot láttuk a pályán, akit az előző két-három mérkőzésen, ezért cseréltem le a szünetben.
Ha kicsit nagyobb rutinunk van és elszántabbak vagyunk, megszerezhettük volna a második gólt is, akkor esélyünk lett volna a pontszerzésre. Volt néhány kontratámadásunk, amelyet végig kellett volna vezetni. Sajnos nem vagyunk elég versenyképesek ahhoz, hogy jól jöjjünk ki egy-egy adok-kapokból. Semmiképpen sem úgy vágunk neki a szerdai, Ferencváros elleni hazai meccsnek, hogy számolgatjuk, hány gólt kaptunk eddig. Szervezetten kell futballoznunk a Fradi ellen is, de persze tudjuk, nem lesz könnyű, miután a bajnokság egyik legerősebb csapatával találkozunk. Ráadásul van hét-nyolc hiányzónk is, és úgy néz ki, még egy játékosunk kiesett. Filkor Attilának valószínűleg eltört az orra, szerinte lekönyökölték, ám a sárga vagy a piros lap szóba sem került, a játékvezető azt mondta, az ellenfél játékosa nem fegyverként használta a kezét – mi lett volna, ha fegyverként használja?! A helyezkedési hibáink miatt kaptunk ki.
- Az Újpest sorozatban a harmadik bajnoki győzelmét aratta. Legutóbb a tavaszi idény első mérkőzésén tudott győzni két megnyert találkozó után.
- A lila-fehérek egymás után két hazai meccsükön diadalmaskodtak. Április 6. óta erre nem volt példa. (Valójában mindhármat az Illovszky Stadionban nyerték meg, a Vasas ellen vendégként győztek.)
- A mostanit megelőzően három gólt tavaly november 28-án, a Haladás vendégeként szerzett az Újpest a bajnokságban.
- Enis Bardhi duplázott. Tavaly október 24. óta ő az első újpesti, akinek ez sikerült, akkor Mbaye Diagne lőtt kettőt, ezekből egyet tizenegyesből, a Vasasnak. Bardhi a legutóbbi két fordulóban három gólt szerzett. Ilyen produkcióra az újpestiek közül legutóbb Nemanja Andrics volt képes, még 2015 májusában.
- Balázs Benjámin 2014. március 1. óta először szerzett az élvonalban gólt.
- Máté János 2013. április 16-án, a Siófok tagjaként lőtt gólt a mostanit megelőzően az élvonalban.
- A Gyirmót sorozatban a harmadik vereségét szenvedte el, 270 perc alatt 11 gólt kapott.[6]

| 6. forduló 2016. augusztus 17. 20:30 |

| Gyirmót FC Győr | 0 – 1               | Ferencvárosi TC      |
| --------------- | ------------------- | -------------------- |
| Paku 60'        | (0 – 1) Jegyzőkönyv | Böde 18' Ramírez 62' |

| Alcufer stadion, Győr Nézőszám: 4 000 Játékvezető: Szőts Gergely (magyar) |

| 7. forduló 2016. augusztus 21. vasárnap 18:00 |

| Budapest Honvéd FC   | 0 – 0               | Gyirmót FC Győr        |
| -------------------- | ------------------- | ---------------------- |
| Botka 39' Gazdag 72' | (0 – 0) Jegyzőkönyv | Présinger 38' Paku 66' |

| Bozsik József Stadion, Budapest Nézőszám: 1180 Játékvezető: Szilasi Szabolcs (magyar) |

| 8. forduló 2016.szeptember 10. szombat 18:00 |

| Gyirmót FC Győr        | 1 – 0               | Diósgyőri VTK |
| ---------------------- | ------------------- | ------------- |
| Sallói 74' Bojović 66' | (0 – 0) Jegyzőkönyv |               |

| Alcufer stadion, Győr Nézőszám: 1400 Játékvezető: Andó-Szabó Sándor (magyar) |

| 9. forduló 2016.szeptember 17. szombat 18:30 |

| Paksi FC | 0 – 0               | Gyirmót FC Győr |
| -------- | ------------------- | --------------- |
|          | (0 – 0) Jegyzőkönyv |                 |

| Fehérvári úti stadion, Paks Játékvezető: Solymosi Péter (magyar) |

| 10. forduló 2016. szeptember 21. 19:00 |

| Gyirmót FC Győr                                                   | 1 – 0               | Vasas SC                           |
| ----------------------------------------------------------------- | ------------------- | ---------------------------------- |
| Filkor 51' Bojović 44' Achim 58' Novák 64′ Jancsó 73' Nagy S. 83' | (0 – 0) Jegyzőkönyv | James 49' Szivacski 69' Remili 79' |

| Alcufer stadion, Győr Nézőszám: 1400 Játékvezető: Berke Balázs (magyar) |

| 11. forduló 2016. szeptember 24. 19.00 |

| Swietelsky Haladás                    | 0 – 1               | Gyirmót FC Győr      |
| ------------------------------------- | ------------------- | -------------------- |
| Bošnjak 10' Halmosi 84' Kovács L. 85' | (0 – 0) Jegyzőkönyv | Sallói 41' Csiki 48' |

| Soproni Városi Stadion, Sopron Nézőszám: 1 485 Játékvezető: Iványi Zoltán (magyar) |

### Második kör
| 12. forduló 2016. október 15., szombat 15:30 |

| Gyirmót FC Győr        | 0 – 1               | Mezőkövesd-Zsóry          |
| ---------------------- | ------------------- | ------------------------- |
| Vass 17' Présinger 70' | (0 – 0) Jegyzőkönyv | Diallo 92', 92' Stipe 49' |

| Alcufer stadion, Győr Nézőszám: 800 Játékvezető: Farkas Ádám (magyar) |

| 13. forduló 2016. október 22., szombat 18:00 |

| MTK Budapest FC         | 1 – 0               | Gyirmót FC Győr |
| ----------------------- | ------------------- | --------------- |
| Torghelle 74' Okuka 22' | (0 – 0) Jegyzőkönyv |                 |

| Hidegkuti Nándor Stadion, Budapest Nézőszám: 1183 Játékvezető: Solymosi Péter (magyar) |

| 14. forduló 2016. október 29., szombat 18:00 |

| Gyirmót FC Győr                            | 1 – 2               | Debreceni VSC                                         |
| ------------------------------------------ | ------------------- | ----------------------------------------------------- |
| Madarász (1–2) 71' Achim 22' Présinger 81′ | (0 – 2) Jegyzőkönyv | 9' (0–1) Vittek 13' (0–2) Holman 42′ Tőzsér 89' Bobko |

| Alcufer stadion, Gyirmót Nézőszám: 1 100 Játékvezető: Vad II. István (magyar) Asszisztensek: Albert István és Kepe Arnold |

DVSC: Danilovics – Jovanovic, Mészáros N., Brkovics, Bobko – Tőzsér, Filip – Mészáros K. (Horváth Zs., 69.), Holman (Nagy Z., 74.), Szakály – Vittek (Szekulics, 62.)
| 15. forduló 2016. november 5., szombat 18:00 |

| Videoton FC | –               | Gyirmót FC Győr |
| ----------- | --------------- | --------------- |
|             | (–) Jegyzőkönyv |                 |

| Pancho Aréna, Felcsút |

| 16. forduló 2016. november 19., szombat 15.30 |

| Gyirmót FC Győr              | 1 – 2               | Újpest FC                                                           |
| ---------------------------- | ------------------- | ------------------------------------------------------------------- |
| Bojović 78' (1–0) Filkor 13' | (0 – 0) Jegyzőkönyv | 84' (1–1) Lázok 90+3' (1–2) 67' Windecker 13' Diarra 80' Nagy Gábor |

| Alcufer stadion, Győr Nézőszám: 1 500 Játékvezető: Szőts Gergely (magyar) Asszisztensek: Lémon Oszkár és Király Krisztián |

| 17. forduló 2016. november 26., szombat 15:30 |

| Ferencvárosi TC | –               | Gyirmót FC Győr |
| --------------- | --------------- | --------------- |
|                 | (–) Jegyzőkönyv |                 |

| Groupama Aréna, Budapest |

| 16. forduló 2016. december 3., szombat 15:30 |

| Gyirmót FC Győr | 0 – 4               | Budapest Honvéd                                                                 |
| --------------- | ------------------- | ------------------------------------------------------------------------------- |
| Filkor 80'      | (0 – 0) Jegyzőkönyv | 49' (0–1) Prosser 61' (0–2) Holender 78' (0–3) Kamber 83' (0–4) Hidi 72' Koszta |

| Alcufer stadion, Gyirmót Nézőszám: 954 Játékvezető: Pintér Csaba (magyar) Asszisztensek: Király Krisztián és Becséri Gergely |

| 19. forduló 2016. december 10., szombat 15:30 |

| Diósgyőri VTK | –               | Gyirmót FC Győr |
| ------------- | --------------- | --------------- |
|               | (–) Jegyzőkönyv |                 |

| DVTK-stadion, Miskolc |

| 20. forduló 2017. február 18., szombat |

| Gyirmót FC Győr | –               | Paksi FC |
| --------------- | --------------- | -------- |
|                 | (–) Jegyzőkönyv |          |

| Alcufer stadion, Győr |

| 21. forduló 2017. február 25., szombat |

| Vasas SC | –               | Gyirmót FC Győr |
| -------- | --------------- | --------------- |
|          | (–) Jegyzőkönyv |                 |

| Illovszky Rudolf Stadion, Budapest |

| 22. forduló 2017. március 4., szombat |

| Gyirmót FC Győr | –               | Swietelsky Haladás |
| --------------- | --------------- | ------------------ |
|                 | (–) Jegyzőkönyv |                    |

| Alcufer stadion, Győr |

### Harmadik kör
| 23. forduló 2017.március 11. szombat |

| Mezőkövesd-Zsóry | –               | Gyirmót FC Győr |
| ---------------- | --------------- | --------------- |
|                  | (–) Jegyzőkönyv |                 |

| Városi stadion, Mezőkövesd |

| 24. forduló 2017.április 1. szombat |

| Gyirmót FC Győr | –               | MTK Budapest FC |
| --------------- | --------------- | --------------- |
|                 | (–) Jegyzőkönyv |                 |

| Alcufer stadion, Győr |

| 25. forduló 2017.április 8. szombat |

| Debreceni VSC | –               | Gyirmót FC Győr |
| ------------- | --------------- | --------------- |
|               | (–) Jegyzőkönyv |                 |

| Nagyerdei stadion, Debrecen |

| 26. forduló 2017.április 12. szerda |

| Gyirmót FC Győr | –               | Videoton FC |
| --------------- | --------------- | ----------- |
|                 | (–) Jegyzőkönyv |             |

| Alcufer stadion, Győr |

| 27. forduló 2017.április 15. szombat |

| Újpest FC | –               | Gyirmót FC Győr |
| --------- | --------------- | --------------- |
|           | (–) Jegyzőkönyv |                 |

| Szusza Ferenc Stadion, Budapest |

| 28. forduló 2017.április 22. szombat |

| Gyirmót FC Győr | –               | Ferencvárosi TC |
| --------------- | --------------- | --------------- |
|                 | (–) Jegyzőkönyv |                 |

| Alcufer stadion, Győr |

| 29. forduló 2017.április 29. szombat |

| Budapest Honvéd FC | –               | Gyirmót FC Győr |
| ------------------ | --------------- | --------------- |
|                    | (–) Jegyzőkönyv |                 |

| Bozsik József Stadion, Budapest |

| 30. forduló 2016. szeptember 10. szombat 18:00 |

| Gyirmót FC Győr                    | 1 – 1               | Diósgyőri VTK                          |
| ---------------------------------- | ------------------- | -------------------------------------- |
| Radeljics (1–1) 90+3' Simon A. 28' | (0 – 1) Jegyzőkönyv | 2' (0–1) Makrai 34' Karan 67' Novothny |

| Alcufer stadion, Győr Nézőszám: 1 150 Játékvezető: Andó-Szabó Sándor (magyar) Asszisztensek: Varga Gábor és Szert Balázs |

Gyirmót FC: Nagy – Sebastian, Bojovic, Radeljic, Szegi (Bori  69') – Kiss M., Simon Á. – Vass, Simon A., Madarász (Szalánszki  55') – Novák (Máté  76')
A hazaiak, az előző fordulóban Kispesten elszenvedett vereségük után kiestek az NB I-ből, míg a miskolciak a bennmaradásért folytatnak ádáz csatát. Ennek szellemében léptek fel a meccsen és hamar vezetést is szereztek. Voltak fordulatok, a gyirmótiak becsülettel küzdöttek, látszott rajtuk, szépen szeretnék elhagyni az élvonalat. És a tervük sikerült is, talán a sors akarta meseszerűre, mert a 93. percben sikerült egyenlíteniük.
| 31. forduló 2017. május 13., szombat 18:00 |

| Paksi FC                                                               | 3 – 0               | Gyirmót FC Győr |
| ---------------------------------------------------------------------- | ------------------- | --------------- |
| Bartha (1–0) 20' Szakály D. (2–0) 25' • (3–0) 31' Lenzsér 75' Báló 90' | (3 – 0) Jegyzőkönyv | 51' Kiss        |

| Fehérvári úti stadion, Paks Nézőszám: 600 Játékvezető: Bognár Tamás (magyar) Asszisztensek: Lémon Oszkár és Farkas Balázs |

| 32. forduló 2017. május 20., szombat 18:00 |

| Gyirmót FC Győr                                                           | 1 – 2               | Vasas SC                          |
| ------------------------------------------------------------------------- | ------------------- | --------------------------------- |
| Csiki (1–1) 55' Radeljics 42' Présinger 53' Szilánszki 79′ Bojovics 90+2' | (0 – 1) Jegyzőkönyv | 9' (0–1) Kulcsár 67' (1–2) Berecz |

| Alcufer stadion, Győr Nézőszám: 500 Játékvezető: Solymosi Péter (magyar) Asszisztensek: Farkas Balázs és Huszár Balázs |

| 33. forduló 2017. május 27., szombat 19:00 |

| Swietelsky Haladás                                   | 1 – 2               | Gyirmót FC Győr                                           |
| ---------------------------------------------------- | ------------------- | --------------------------------------------------------- |
| Williams (1–1) 72' Tóth 70' Kiss B. 76' Jagodics 88' | (0 – 1) Jegyzőkönyv | 7' (0–1) 51' Szegi 72' (1–2) Máté 34' Simon A. 63' Kolčák |

| Soproni Városi Stadion, Sopron Nézőszám: 1 785 Játékvezető: Szilasi Szabolcs (magyar) Asszisztensek: Takács Gábor és Lémon Oszkár |

## Magyar kupa
| 6. forduló 2016. szeptember 14. 15:30 |

| Zalakomár Egyetértés SE | 0 – 7               | Gyirmót |
| ----------------------- | ------------------- | --- |
|                         | (0 – 0) Jegyzőkönyv | Jancsó András 34' Tóth Norbert 41' Paku Roland 45' Borkai Ádám Szegi Vince 61', 83' Présinger Ádám 91', 58' |

| Zalakomár Egyetértés SE Sporttelep, Zalakomár |

## Összesített statisztika
A felkészülési mérkőzéseket nem vettük figyelembe.
| Lejátszott mérkőzés           | 13 (12 OTP Bank Liga, 1 Magyar kupa) |
| Győzelem                      | 4 (3 OTP Bank Liga, 1 Magyar kupa) |
| Döntetlen                     | 4 (4 OTP Bank Liga, 0 Magyar kupa) |
| Vereség                       | 3 (3 OTP Bank Liga, 0 Magyar kupa) |
| Szerzett gól                  | 13 (6 OTP Bank Liga, 7 Magyar kupa) |
| Kapott gól                    | 15 (15 OTP Bank Liga, 0 Magyar kupa) |
| Gólkülönbség                  | –2 |
| Sárga lap                     | 17 (16 OTP Bank Liga, 0 Magyar kupa) |
| Kiállítás                     | 1 (1 OTP Bank Liga, 0 Magyar kupa) |
| Legnagyobb arányú győzelem    | 0–1 Haladás, otthon (2016. 09. 24., OTP Bank Liga, 11. forduló) |
| Legnagyobb arányú vereség     | 0–4 Videoton, otthon (2016. 08. 06., OTP Bank Liga, 4. forduló) |
| Legmagasabb hazai nézőszám    | 4 000, Ferencváros (2016. 08. 17., OTP Bank Liga, 6. forduló) |
| Legalacsonyabb hazai nézőszám | 8 00, Mezőkövesd (2016. 10. 15., OTP Bank Liga, 12. forduló) |
| Góllövőlista                  | 2 gól: Sallói Dániel (2 bajn., 0 kupa); Szegi Vince (0 bajn., 2 kupa) 1 gól: Lengyel Dániel (1 bajn., 0 kupa) Filkor Attila (1 bajn., 0 kupa) Vass Patrik (1 bajn., 0 kupa); Simon András (1 bajn., 0 kupa); ; 1 gól: Tóth Norbert (0 bajn., 1 kupa); Jancsó András (0 bajn., 1 kupa); Présinger Ádám (0 bajn., 1 kupa); Paku Roland (0 bajn., 1 kupa); Borkai Ádám (0 bajn., 1 kupa); |
| Pont*                         | 13/36 (30,0%) |

## Góllövőlista
A táblázat a felkészülési mérkőzéseken esett találatokat nem tartalmazza.
| Játékos        | Összesen | Gólok száma   | Gólok száma |
| Játékos        | Összesen | OTP Bank Liga | Magyar kupa |
| -------------- | -------- | ------------- | ----------- |
| Összesen       | 13       | 6             | 7           |
| Sallói Dániel  | 2        | 2             | 0           |
| Szegi Vince    | 2        | 0             | 2           |
| Lengyel Dániel | 1        | 1             | 0           |
| Filkor Attila  | 1        | 1             | 0           |
| Vass Patrik    | 1        | 1             | 0           |
| Simon András   | 1        | 1             | 0           |
| Tóth Norbert   | 1        | 0             | 1           |
| Jancsó András  | 1        | 0             | 1           |
| Présinger Ádám | 1        | 0             | 1           |
| Paku Roland    | 1        | 0             | 1           |
| Borkai Ádám    | 1        | 0             | 1           |
| öngól          | 0        | 0             | 0           |

## Játékoskeret
2016. szeptember 10-i állapot szerint.
* a félkövérrel írt játékosok rendelkeznek felnőtt válogatottsággal.
| No. |     | Poszt | Játékos         |
| --- | --- | ----- | --------------- |
| 1   | HUN | K     | Sebők Zsolt     |
| 5   | HUN | V     | Nagy Sándor     |
| 6   | HUN | V     | Balogh Béla     |
| 8   | HUN | KP    | Madarász Márk   |
| 9   | HUN | CS    | Tóth Norbert    |
| 10  | HUN | CS    | Simon Attila    |
| 11  | HUN | V     | Présinger Ádám  |
| 12  | HUN | K     | Rusák Edvárd    |
| 13  | HUN | V     | Szekeres Adrián |
| 14  | HUN | KP    | Gyurján Bence   |
| 17  | HUN | CS    | Simon András    |
| 18  | HUN | KP    | Filkor Attila   |
| 19  | HUN | KP    | Vass Patrik     |
| 20  | HUN | KP    | Nagy Olivér     |
| 21  | HUN | CS    | Máté János      |

| No. |            | Poszt | Játékos         |
| --- | ---------- | ----- | --------------- |
| 22  | HUN        | KP    | Horváth Adrián  |
| 23  | HUN        | V     | Lengyel Dániel  |
| 25  | Montenegró | V     | Mijuško Bojović |
| 28  | HUN        | CS    | Novák Csanád    |
| 30  | HUN        | CS    | Sallói Dániel   |
| 31  | HUN        | KP    | Bori Gábor      |
| 32  | ROU        | V     | Sebastian Achim |
| 33  | HUN        | K     | Hrabina Alex    |
| 70  | HUN        | KP    | Jancsó András   |
| 85  | HUN        | KP    | Szegi Vince     |
| 88  | HUN        | CS    | Csiki Norbert   |
| 90  | HUN        | V     | Lázár Patrik    |
| 91  | HUN        | KP    | Kiss Máté       |
| 93  | HUN        | KP    | Paku Roland     |

### Kölcsönadott játékosok
| # |  | Poszt | Név |
| - |  | ----- | --- |

## A bajnokság végeredménye
| #   | Csapat                    | M  | GY | D  | V  | G+ – G– | GK  | P  | Megjegyzések                    |
| --- | ------------------------- | -- | -- | -- | -- | ------- | --- | -- | ------------------------------- |
| 1.  | Budapest Honvéd (B) (I)   | 33 | 20 | 5  | 8  | 55–30   | +25 | 65 | Bajnokok Ligája 2. selejtezőkör |
| 2.  | Videoton FC (I)           | 33 | 18 | 8  | 7  | 65–28   | +37 | 62 | Európa Liga 1. selejtezőkör     |
| 3.  | Vasas SC (I)              | 33 | 15 | 7  | 11 | 50–40   | +10 | 52 | Európa Liga 1. selejtezőkör     |
| 4.  | Ferencvárosi TC (KGY) (I) | 33 | 14 | 10 | 9  | 54–44   | +10 | 52 | Európa Liga 1. selejtezőkör     |
| 5.  | Paksi FC                  | 33 | 11 | 12 | 10 | 41–37   | +4  | 45 |                                 |
| 6.  | Swietelsky Haladás        | 33 | 12 | 7  | 14 | 42–46   | −4  | 43 |                                 |
| 7.  | Újpest FC                 | 33 | 10 | 12 | 11 | 47–51   | −4  | 42 |                                 |
| 8.  | Debreceni VSC             | 33 | 11 | 8  | 14 | 42–46   | −4  | 41 |                                 |
| 9.  | Mezőkövesd Zsóry FC Ú     | 33 | 10 | 10 | 13 | 39–54   | −15 | 40 |                                 |
| 10. | Diósgyőri VTK             | 33 | 10 | 7  | 16 | 39–58   | −19 | 37 |                                 |
| 11. | MTK Budapest (K)          | 33 | 8  | 13 | 12 | 26–36   | −10 | 37 |                                 |
| 12. | Gyirmót FC Győr Ú (K)     | 33 | 5  | 9  | 19 | 21–51   | −30 | 24 |                                 |

Utolsó frissítés: 2017. május 27. 
Forrás: mlsz.hu - tabella 
A rangsorolás alapszabályai: 1. összpontszám; 2. a bajnokságban elért több győzelem; 3. a bajnoki mérkőzések gólkülönbsége; 4. a bajnoki mérkőzéseken rúgott több gól; 5. az egymás ellen játszott bajnoki mérkőzések pontkülönbsége; 6. az egymás ellen játszott bajnoki mérkőzések gólkülönbsége; 7. az egymás ellen játszott bajnoki mérkőzéseken az idegenben lőtt több gól; 8. a bajnokság fair play értékelésében elért jobb helyezés; 9. sorsolás.
(B): Bajnokcsapat, (K): Kieső csapat, (F): Feljutó csapat, (I): Kupainduló, (R): A rájátszás győztese, (KGY): Kupagyőztes